# Coenosia nodosa
Coenosia nodosa este o specie de muște din genul Coenosia, familia Muscidae, descrisă de Stein în anul 1913. Conform Catalogue of Life specia Coenosia nodosa nu are subspecii cunoscute.